# Площадь Конституции (Мехико)

Площадь Конституции в Мехико (Пла́са-де-ла-Конститусьо́н, исп. Plaza de la Constitución, также Со́кало, исп. Zócalo) — главная площадь мексиканской столицы.
Находится в историческом центре Мехико. Площадь в стиле барокко имеет прямоугольную форму и площадь в 46 800 кв.м. Самая большая площадь Латинской Америки. 
На площади размещаются наиболее значимые учреждения страны: Национальный дворец, кафедральный собор, старое здание мэрии. До захвата столицы ацтеков испанцами на этом месте находился дворец Монтесумы II. Близ площади находится Дворец маркиза дель Апартадо.

## История названия
Ранее площадь была известна как «Главная площадь» (исп. Plaza Mayor) или «Площадь оружия»  (исп. Plaza de Armas), а сегодня её официальное название — Площадь Конституции (исп. Plaza de la Constitución). Это название происходит от Кадисской конституции, которая была подписана в Испании в 1812 году. Несмотря на это, сегодня площадь часто называют Сокало, поскольку в центре площади планировалось воздвигнуть колонну как памятник независимости, но было построено только основание, или zócalo (что переводится как «постамент»). Постамент впоследствие был убран, но имя сохранилось. 

## История

### До завоевания испанцами
До завоевания конкистадорами территория, которую занимает Сокало, представляла собой открытое пространство в центре столицы ацтеков Теночтитлана. На востоке он граничил с дворцом Моктесумы II (который впоследствии стал Национальным дворцом), а на западе - с дворцом Ашаякатль (1469–1481). Площадь не была частью ацтецкого Теночтитлана. В старом городе была священная территория или теокалли, которая была центром города (и вселенной, согласно верованиям ацтеков), но она располагалась к северу и северо-востоку от современного Сокало. 

### Вице-королевство Новая Испания (1521–1821)

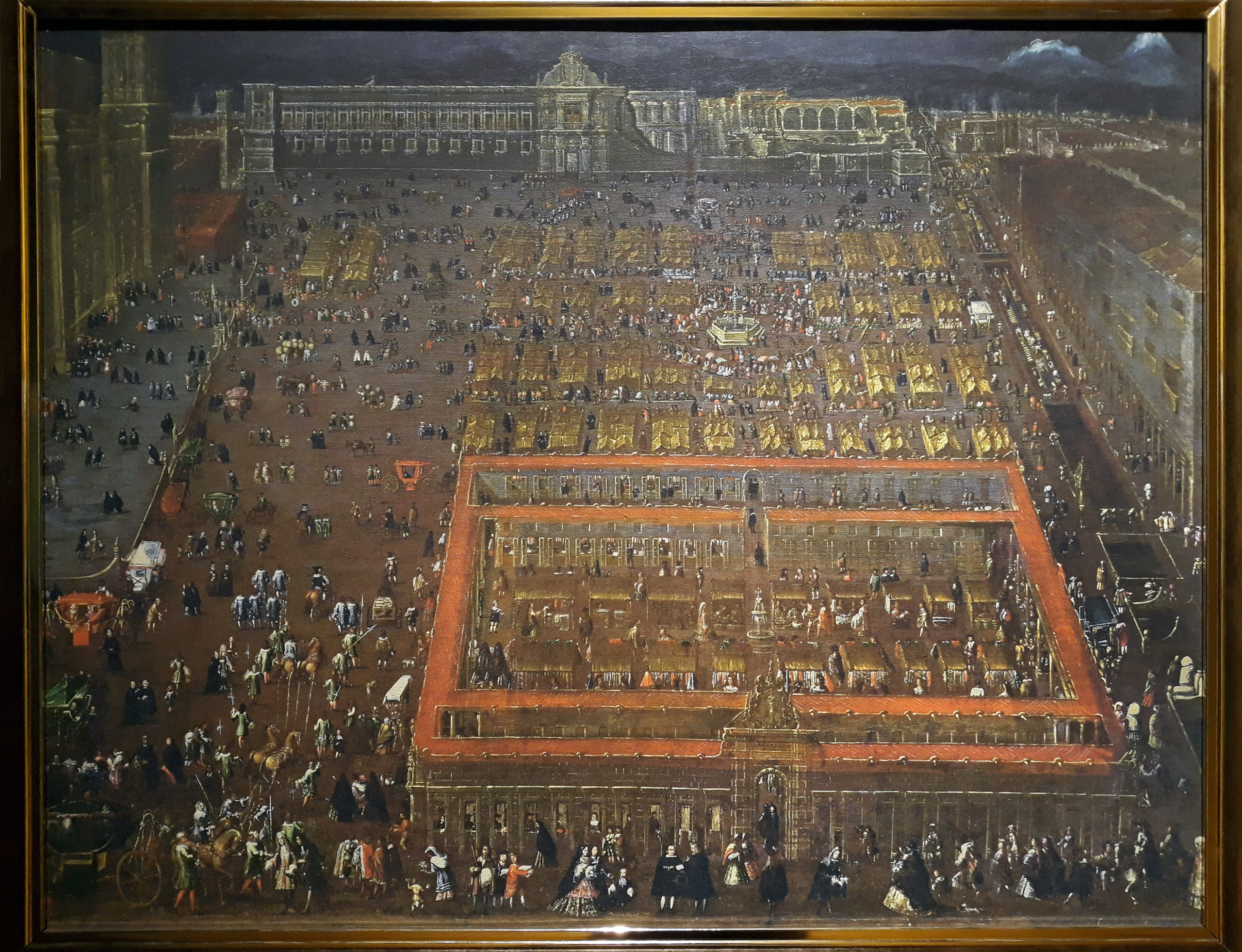
Вид на Plaza Mayor в Мехико (ок. 1695 г.)

Современная площадь Мехико была построена Алонсо Гарсиа Браво (исп. Alonso García Bravo) вскоре после Конкисты, когда он заложил то, что сейчас является историческим центром Мехико. После разрушения Теночтитлана Кортес перепроектировал город в символических целях. Он сохранил четыре основных квартала, или «капуллис», но вим было основао здание церкви, ныне Кафедральный собор Мехико, построенная на месте пересечения четырёх кварталов. Южная часть пространства перед собором называлась «Плаза Майор» (Главная площадь), а северная - «Плаза Чика» (Малая площадь). Довольно быстро Плаза Чика была поглощена растущим городом. 